# Szaton Rezső
Szaton Rezső (Budapest, 1888. január 30. – Budapest, Erzsébetváros, 1957. április 8.) vasmunkás, pártmunkás.

## Élete
Szaton Antal és Ludvig Erzsébet fiaként született. 15 éves korában a Váci úti Gőzkazán és Gépgyárban dolgozott, vasesztergályos-inasként. 1905-ben csatlakozott a Magyarországi Szociáldemokrata Párthoz, sztrájkokban vett részt és aktív pártmunkát végzett a szocialista eszme terjesztése végett. A sztrájokkban való részvétele miatt elbocsátották, feketelistára került. Ezután Bécsbe ment, majd 1906-ra hazatért, s a Láng-gyárban kezdett dolgozni, s hamarosan az esztergályosok bizalmija lett. Miután innen is elbocsátották, a MÁVAG gyárba kerül, ahol a vasesztergályosokat szervezte, mígnem innen távoznia kellett, és le is tartóztatták. 1914 előtt utolsó munkahelye a Ganz Vagongyár volt. Az első világháború kitörése után besorozták, a frontról kórházba került, onnan Pestszentlőrincre, ahonnan a Lipták-gyárba vezényelték. Itt szabotázsakció szervezése miatt ismét lefogták, s büntetőszázaddal újra a frontra küldték. 1917-ben megszökött a frontról, s a Győri Vagongyárban kezdett dolgozni, ahol gyári bizalmivá választották. Mivel több sztrájkot is szervezett, innen is mennie kellett. Ekkor került a budai Ganz-Fiat repülőmotorgyárba, s itt is főbizalmivá választották meg. 1918 júniusában részt vett az általános politikai sztrájk szervezésében. A győri munkástanács, később pedig a Budapesti Munkástanács tagja lett. 1918. november 24-én részt vett a Kelen József lakásán tartott, a KMP megalakulásáról döntő értekezleten, s a párt Központi Bizottságának tagja lett. 1918 decemberében vezető szerepet vitt a budapesti vasmunkások kommunista szervezésében. A Magyarországi Tanácsköztársaság alatt népjóléti népbiztoshelyettes volt, s a Budapesti Központi Forradalmi Munkás- és Katonatanács tagja, a kispesti körzet népbiztosa, illetve a dunántúli terület kormányzótanácsi biztosa. A proletárdiktatúra bukása után a váci börtönbe vetették, ahonnan két év után, megszökött, és Ausztriába menekült, ahol részt vett a KMP és az Osztrák Kommunista Párt munkájában. 1923-ban a Szovjetunióba ment, ahol a krasznodari pártbizottság vezetőjévé vált. 1935-ben itt kötött házasságot Tisza Annával. Pártvezetőként végigharcolta a második világháborút. 1946-ban hazatért, és egészen 1955-ös nyugdíjazásáig a Malév igazgatójaként dolgozott. 1956-ban súlyos betegen harcolt forradalmárok ellen.

## Emlékezete
Budapesten a XVI. kerületben iskola viselte nevét (ma: Szent-Györgyi Albert Általános Iskola).

## Műve
- Viszszatérés (Magyarország, 1957- 12. sz.)